# Saint-Jean-Kerdaniel

Saint-Jean-Kerdaniel este o comună în departamentul  Côtes-d'Armor, Franța. În 1 ianuarie 2022 avea o populație de 691 de locuitori.